# 椅子竹
椅子竹（学名：Dendrocalamus bambusoides）为禾本科牡竹属下的一个种。

## 扩展阅读
- 維基物種上的相關：椅子竹